# Андерсон, Джиллиан
Джи́ллиан Ли А́ндерсон (англ. Gillian Leigh Anderson; род. 9 августа 1968, Чикаго, Иллинойс, США) — американо-британская актриса театра, кино, телевидения и озвучивания, активистка и писательница. Наиболее известна как исполнительница роли агента ФБР Даны Скалли в признанном критиками телевизионном сериале «Секретные материалы», где играла все 11 сезонов, и в двух полнометражных фильмах: «Секретные материалы: Борьба за будущее» (1998) и «Секретные материалы: Хочу верить» (2008), а также ролей Лили Барт в фильме Теренса Дэвиса «Дом Радости» («Обитель радости») (2000) и леди Дедлок в телесериале производства BBC по произведению Чарльза Диккенса — «Холодный дом» (2005). Также Андерсон известна по драмам «Могучий кельт» (2005), «Последний король Шотландии» (2006), «Тайный игрок» (2012) и «Сестра» (2012).
Джиллиан начинала свою карьеру на сцене, где получила первое признание и награды. В настоящее время она также участвует в постановках. Наиболее известны следующие её театральные роли: «Отсутствующие друзья» (за который она получила Всемирную театральную премию за лучший дебют), «Кукольный дом», «Трамвай „Желание“» и «Всё о Еве» (последние три работы принесли ей номинации на премию Лоренса Оливье за лучшую женскую роль). Джиллиан получила шесть номинаций на премию «Эмми» (две победы) и шесть номинаций на «Золотой глобус» (с двумя победами), а также номинировалась на британскую премию BAFTA.

## Ранние годы
Джиллиан Андерсон родилась 9 августа 1968 года в Чикаго в семье Гомера Эдварда «Эда» III и Розмари «Поузи» Элис Андерсон (в девичестве Лэйн). Её отец владел компанией, занимавшейся постпродакшеном фильмов; мать работала компьютерным аналитиком. В числе её предков были английские евреи, ирландцы и немецкие евреи. Вскоре после её рождения семья переехала в Пуэрто-Рико, а через 15 месяцев в Лондон, район Крауч-Энд, где и прошли детские годы актрисы. Причиной переезда стала необходимость обучения Эдварда в Лондонской Киношколе (LFS). Когда Джиллиан исполнилось одиннадцать лет, её семья снова переехала — на этот раз в США, в Гранд-Рапидс, штат Мичиган, где будущая актриса училась в начальной, потом в средней городской школе с гуманитарным уклоном для одарённых учеников. Андерсон была объектом насмешек из-за своего английского акцента. Вскоре Джиллиан научилась говорить со среднезападным произношением. И до сих пор акцент актрисы зависит от страны и собеседника — например, в интервью с Джеем Лено она говорила с американским, а в интервью с Майклом Паркинсоном — с английским акцентом.
В начале 1980-х годов Джиллиан сделала пирсинг носа и покрасила волосы в несколько разных цветов. В некоторых американских школах есть традиция присваивать учащимся различные «номинации». Так, одноклассники проголосовали за Андерсон как за «Самую чудную ученицу», «Клоун класса», «Возможно, облысеет», «Вероятно, будет арестована». Последнее предсказание вскоре сбылось — Джиллиан была задержана полицией, когда накануне выпускного бала заливала клей в замок двери школы.
Несмотря на то, что Андерсон интересовалась морской биологией, в первый же год обучения в средней школе, в 14 лет, она начала карьеру актрисы, попав в театральный кружок, где сразу же получила роль Джульетты. Педагог Джиллиан была в восторге от её игры. Выйдя на сцену, Андерсон осознала своё истинное призвание. Позднее она была нанята молодым специалистом в Публичный Театр Грэндс Рапидс и Школу театрального искусства (англ. Grand Rapids Civic Theatre & School of Theatre Arts). Главным увлечением для Джиллиан стали театр и панк-движение. Для осуществления своей мечты Джилл пришлось сбежать из дома с одним чемоданом и небольшой суммой денег. По окончании школы в 1986 году она поступила в престижную театральную школу Гудмена — актёрский факультет чикагского Де Поль университета, где в 1990 году получила степень бакалавра изящных искусств. Также она участвовала в летних выступлениях Национального театра Великобритании в Корнеллском университете.

## Карьера

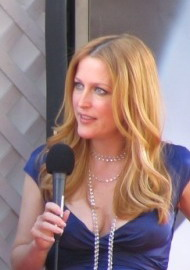
Джиллиан Андерсон на премьере фильма «Секретные материалы: Хочу верить»

### 1990-е
В возрасте 22 лет Джиллиан Андерсон переехала в Нью-Йорк. В начале своей карьеры из-за нехватки денег она работала официанткой. В 1991 году получила премию «Theatre World Awards» за роль в пьесе «Отсутствующие друзья», в которой также играла Бренда Блетин. Следующей театральной работой актрисы была роль в постановке по пьесе Кристофера Хэмптона «Филантроп» на сцене Лонг Варф Театр в Нью-Хэйвене (Коннектикут). Андерсон переехала в Лос-Анджелес в 1992 году и начала участвовать в различных пробах. В этом же году Джиллиан сыграла в фильме для кабельного канала «Home Fires Burning», более известном в формате аудиокниги «Врата в рай». Также в 1992 году дебютировала на телеэкране в малобюджетной полнометражной ленте «Перевоплощение». Более ей не предлагали больших ролей в театре, а ходить на прослушивания в поисках телеролей, как ей советовал её агент, Андерсон не хотела — актриса поклялась себе, что никогда не будет сниматься в дурацких телесериалах. Однако, просидев год без работы, она несколько поменяла своё мнение и начала пробоваться на небольшие роли.
В 1993 году она сыграла второстепенную роль в молодёжном сериале «Класс '96» новой компании «Fox Network», благодаря чему 24-летней актрисе пришло приглашение на пробы на роль специального агента ФБР Даны Скалли в сериале «Секретные материалы». Андерсон понравился сценарий: «в первый раз за долгое время в сценарии была сильная, независимая, умная женщина в главной роли». Автор сериала Крис Картер хотел взять её на роль Скалли, но «Fox» хотели видеть более сексуальную актрису с более серьёзной ТВ-карьерой. «Fox» отправила предложения многим актрисам, но Картер настаивал, и телекомпания согласилась. Джиллиан получила эту роль и сыграла в 13 эпизодах (стандартный минимальный заказ для телеканалов). Первые пять сезонов были сняты в Ванкувере, ещё четыре в Лос-Анджелесе. Сериал продлился девять сезонов, и были сняты два полнометражных фильма, выпущенные в 1998 и 2008 году. Роль Скалли принесла Андерсон мировую известность и сделала её признанным секс-символом, принеся также множество наград, самые престижные из которых: «Эмми», «Золотой глобус» и две премии Гильдии киноактёров США в номинации «Лучшая женская роль в драматическом сериале». Именно на съемочной площадке она познакомилась со своим первым мужем, ассистентом художника Клайдом Клотцем.
Параллельно со съёмками в культовом сериале актриса снималась в нескольких фильмах. В 1997 году «Адское такси», в 1998 году «Великан», «Секретные материалы: Борьба за будущее» и «Превратности любви». Андерсон участвовала в озвучке англоязычной версии японского мультфильма «Принцесса Мононоке» в 1999 году, где она озвучивала Моро. Джиллиан является поклонницей творчества режиссёра мультфильмов Хаяо Миядзаки. Также она участвовала в постановке Ив Элснер «Монологи вагины» (англ. The Vagina Monologues).

### 2000-е

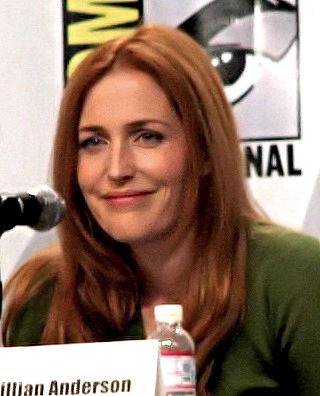
Андерсон в 2008 на WonderCon

В 2000 году Джиллиан исполнила главную роль в экранизации романа Эдит Уортон «Дом (обитель) радости», за которую получила несколько премий. По окончании съёмок «Секретных материалов» Джиллиан вернулась в Лондон для постоянного участия в театральных постановках, параллельно участвуя в кино- и телевизионных лентах. Она озвучила несколько документальных фильмов на научные темы, в которых слушатель может узнать авторитетный голос «агента Скалли», хорошо знакомой с материалом.
В 2005 году сыграла роль леди Дедлок в экранизации новеллы Чарльза Диккенса «Холодный дом», созданной BBC, за которую в 2006 году получила номинацию на премии: BAFTA в номинации «Лучшая актриса», «Эмми» в номинации «Лучшая актриса в мини-сериале или фильме» (англ. Lead Actress in a Miniseries or a Movie) и стала лауреатом теле- и радио премии британской гильдии журналистов (англ. Broadcasting Press Guild Television and Radio Award). Помимо этого, за роль леди Дедлок Джиллиан была номинирована на премию «Спутник» и «Золотой глобус» и заняла второе место в категории «Лучшая женская роль» по результатам голосования на сайте БиБиСи (первое место получила Билли Пайпер, третье — Анна Максвелл Мартин). Также в 2005 году сыграла главную роль в ленте «Могучий кельт» (за которую получила премию IFTA в номинации «Лучшая Зарубежная Актриса») и участвовала в экранизации новеллы «Тристрам Шенди» — «Тристрам Шенди: История петушка и бычка».
В 2006 и 2007 году актриса снялась в двух британских фильмах: «Последний король Шотландии» (2006) с Джеймсом Макэвоем и «Желание Мести» (2007) c Дэнни Дайером. С декабря 2007 по 11 марта 2008 года участвовала в съемках второго полнометражного фильма по телесериалу «Секретные материалы» — «Секретные материалы: Хочу верить», где вновь сыграла роль агента Даны Скалли. Камео в 2008 году — участвовала в одном эпизоде («Чувство и чувствительность») драматического телесериала «Театр Шедевров» («Masterpiece»).

### 2010-е

Андерсон на San Diego Comic-Con International 2013 года

В 2013—2015 году Андерсон сыграла роль Беделии Дю Морье, психотерапевта серийного убийцы Ганнибала Лектера в телесериале «Ганнибал».
В 2013—2016 годах снималась в телесериале «Крах», где исполнила главную роль Стеллы Гибсон.
В декабре 2014 года британской вещательной корпорацией BBC было объявлено о начале съёмок сериала по роману Льва Толстого «Война и мир». Джиллиан Андерсон приглашена на роль хозяйки великосветского салона Анны Павловны Шерер.
В 2019 году Андерсон получила одну из главных ролей в молодёжном телесериале компании Netflix «Половое воспитание», в котором сыграла признанного специалиста по сексологии и психологии отношений Джин Милбёрн, воспитывающую сына.
20 января 2019 года стало известно о том, что Джиллиан Андерсон исполнит роль премьер-министра Великобритании Маргарет Тэтчер в четвёртом сезоне телесериала «Корона».

### 2020-е
В 2021 году Андерсон присоединилась к актёрскому составу телесериала «Великая», где исполнила роль Иоганны Елизаветы Гольштейн-Готторпской, матери Екатерины.

## Личная жизнь
Джиллиан Андерсон была замужем дважды и является матерью троих детей.
Первый муж — Клайд Клотц, помощник арт-директора в «Секретных материалах». Свадьба состоялась 1 января 1994 года. У семнадцатой лунки поля для гольфа на Гавайях была проведена буддистская свадебная церемония.
25 сентября 1994 года в Ванкувере, Канада, у пары родилась дочь Пайпер Мару. Эпизод «Секретных материалов» «Пайпер Мару» (англ. Piper Maru) назван в её честь. Крис Картер предоставил Андерсон десятидневный декретный отпуск, после чего она вернулась к съёмкам. Картер стал крёстным отцом новорождённой. В 2000 году Пайпер появилась в фильме «Дом (обитель) радости».
Клотц и Андерсон развелись в 1997 году.
Второй муж — Джуллиан Озэйн, режиссёр документальных фильмов. Свадьба состоялась в декабре 2004 года в деревне Шэлла на острове Ламу, расположенном недалеко от Кении. Спустя 16 месяцев после свадьбы, 21 апреля 2006 года, Андерсон объявила о разводе.
С 2006 по 2012 год состояла в отношениях с Марком Гриффитсом. От Гриффитса Андерсон родила двоих сыновей: Оскара (род. 1 ноября 2006 года) и Феликса (род. 15 октября 2008 года).
У Джиллиан есть сестра Зоуи, которая сыграла четырнадцатилетнюю Дану Скалли в эпизоде «Секретных материалов» под названием «Рождественский гимн».

## Благотворительность и гуманитарная работа

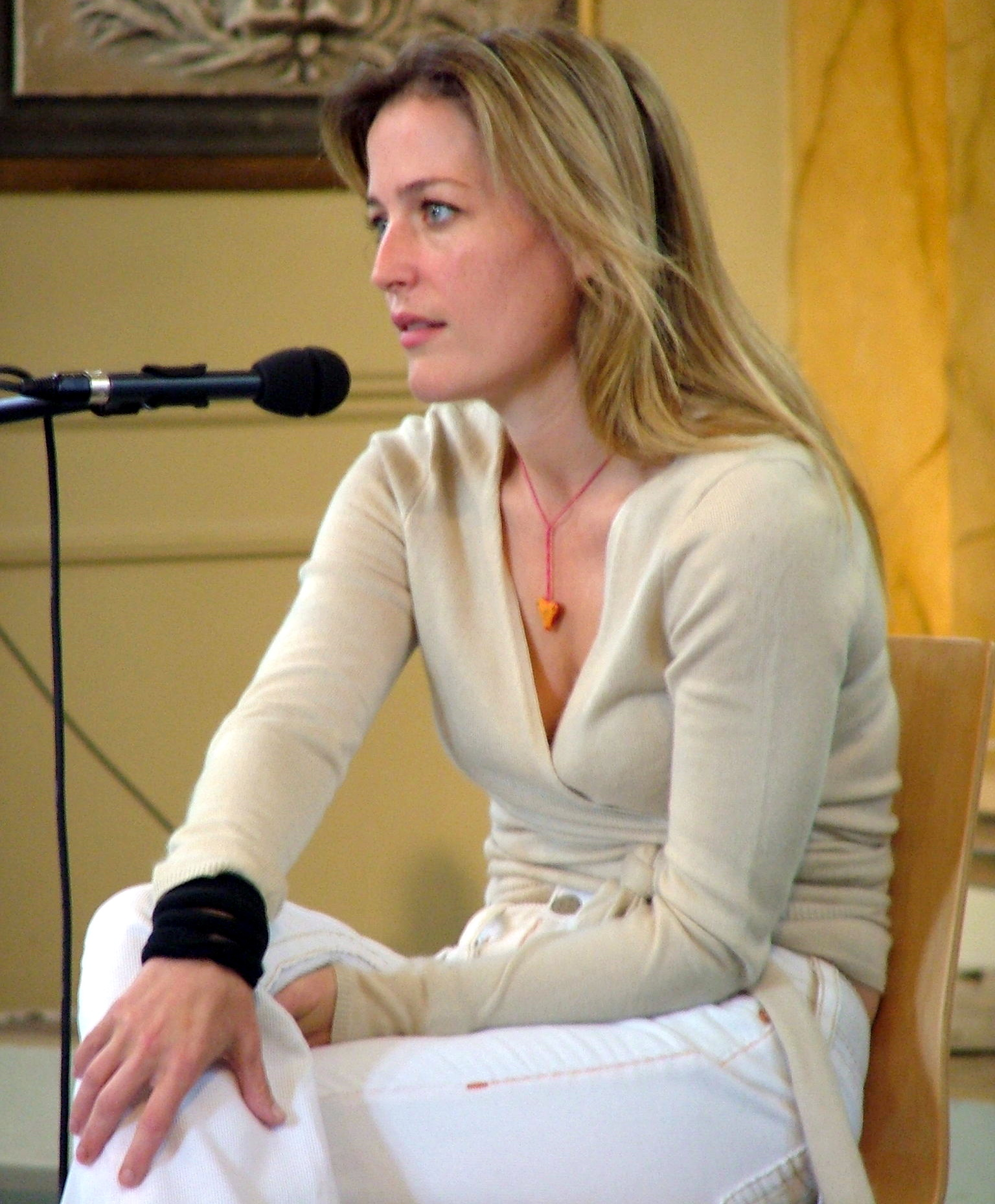
Андерсон во время благотворительного мероприятия в Бускайде в Лондоне, 10 июля 2004 г.

Андерсон оказывает благотворительную помощь в поддержку обнаружения и лечения нейрофиброматоза. Она является почётным представителем Ассоциации нейрофиброматоза. Возможно, это связано с тем, что у брата актрисы было выявлено заболевание NF-1 (он умер 23.9.2011.). Джиллиан также является участницей совета директоров «Художники Обновлённой Южной Африки». Кроме того, Андерсон является активисткой PETA и всесторонне поддерживает права животных. Джиллиан выступала на благотворительных мероприятиях за права организации «Survival International» в начале 2010 года. Джиллиан Андерсон, в числе других знаменитостей, бойкотировала решения правительства Ботсваны, ущемляющие права бушменов Калахари.

## Фильмография
По данным сайта IMDb
| Год  |    | Русское название                                     | Оригинальное название                                    | Роль                                  |
| ---- | -- | ---------------------------------------------------- | -------------------------------------------------------- | ------------------------------------- |
| 1986 | ф  | Сразу три                                            | Three at Once                                            | первая женщина                        |
| 1988 | ф  | Вопрос выбора                                        | A Matter of Choice                                       | беременная женщина                    |
| 1992 | ф  | Перевоплощение                                       | The Turning                                              | Эйприл Кавано                         |
| 1997 | мф | Принцесса Мононоке                                   | Mononoke-hime                                            | Моро                                  |
| 1998 | ф  | Адское такси                                         | Chicaho Cab                                              | Бренда                                |
| 1998 | ф  | Великан                                              | The Mighty                                               | Лоретта Ли                            |
| 1998 | ф  | Секретные материалы: Борьба за будущее               | The X-Files                                              | Дана Скалли                           |
| 1998 | ф  | Превратности любви                                   | Playing by Heart                                         | Мередит                               |
| 2000 | ф  | Обитель радости (Дом радости)                        | The House of Mirth                                       | Лили Барт                             |
| 2005 | ф  | Могучий кельт                                        | The Mighty Celt                                          | Кейт                                  |
| 2005 | ф  | Тристрам Шенди: История петушка и бычка              | A Cock and Bull Story                                    | вдова Вадман                          |
| 2006 | ф  | Последний король Шотландии                           | The Last King of Scotland                                | Сара Меррит                           |
| 2007 | ф  | Желание мести                                        | Straightheads                                            | Элис                                  |
| 2007 | мф | Робби – северный олень                               | Robbie the Reindeer in Close Encounters of the Herd Kind | Королева Вокана                       |
| 2008 | ф  | Как потерять друзей и заставить всех тебя ненавидеть | How to Lose Friends & Alienate People                    | Элеонор Джонсон                       |
| 2008 | ф  | Секретные материалы: Хочу верить                     | The X-Files: I Want to Believe                           | Дана Скалли                           |
| 2009 | ф  | Буги-вуги                                            | Boogie Woogie                                            | Джин Маклстоун                        |
| 2011 | ф  | Агент Джонни Инглиш: Перезагрузка                    | Johnny English Reborn                                    | агент Памела Торнтон                  |
| 2012 | ф  | Сестра                                               | L'enfant d'en haut                                       | Кристин Джансен                       |
| 2012 | ф  | Тайный игрок                                         | Shadow Dancer                                            | Кейт Флетчер                          |
| 2012 | мф | Место на метле                                       | Room on the Broom                                        | Ведьма                                |
| 2013 | ф  | Я последую за тобой                                  | I'll Follow You Down                                     | Марика                                |
| 2013 | мф | Со склонов Кокурико                                  | From Up on Poppy Hill                                    | Хана Матсузаки                        |
| 2013 | ф  | Последняя любовь мистера Моргана                     | Mr. Morgan's Last Love                                   | Карен Морган                          |
| 2014 | ф  | Продажа                                              | Sold (2014)                                              | София                                 |
| 2014 | ф  | Железная схватка                                     | Robor Overlords                                          | Кейт                                  |
| 2014 | ф  | Выезд                                                | The Departure                                            | Бланш Дюбуа                           |
| 2017 | ф  | Дом вице-короля                                      | Viceroy's House                                          | леди Эдвина Маунтбаттен               |
| 2017 | ф  | Скрюченный домишко                                   | Crooked House                                            | Магда                                 |
| 2018 | ф  | Шпион, который меня кинул                            | The Spy Who Dumped Me                                    | Венди                                 |
| 2018 | ф  | НЛО                                                  | UFO                                                      | доктор Хендрикс, профессор математики |
| 2018 | ф  | Это всё меняет                                       | This Changes Everything                                  | камео                                 |
| 2019 | ф  | Солнце в ночи                                        | The Sunli Night                                          | Ольяна                                |
| 2022 | ф  | Всевидящее око                                       | The Pale Blue Eye                                        | миссис Джулия Маркис                  |
| 2023 | ф  | Белая птица: История чуда                            | White Bird: A Wonder Story                               | Вивьен                                |
| 2024 | ф  | Сенсация                                             | Scoop                                                    | Эмили Мейтлис                         |
| 2024 | ф  | Солёная тропа                                        | The Salt Path                                            | Рейнор Уинн                           |
| 2025 | ф  | Трон: Арес                                           | Tron: Ares                                               | Элизабет Диллинджер                   |
|      | ф  | Животные                                             | Animals                                                  |                                       |

### Телевидение
По данным сайта IMDb
| Год       |     | Русское название          | Оригинальное название           | Роль                                    |
| --------- | --- | ------------------------- | ------------------------------- | --------------------------------------- |
| 1993      | с   | Класс '96                 | Class of '96                    | Рэйчел (эпизод: «The Accused»)          |
| 1993—2018 | с   | Секретные материалы       | The X-Files                     | Дана Скалли                             |
| 1995      | мс  | Кот Ик                    | Eek! The Cat                    | Агент Скалли                            |
| 1996      | мс  | ReBoot                    | Reboot                          | Дата Налли                              |
| 1996—2002 | с   | Проще простого            | Hollywood Squares               | Камео                                   |
| 1997      | мс  | Симпсоны                  | The Simpsons                    | Агент Скалли                            |
| 1999      | с   | Фрейзер                   | Frasier                         | Дженни                                  |
| 1999      | с   | Жестокое царство          | Harsh Realm                     | Рассказчик                              |
| 2005      | с   | Холодный дом              | Bleak House                     | Леди Дедлок                             |
| 2008      | с   | Театр шедевров            | Masterpiece                     | Камео                                   |
| 2010      | с   | Сердце всякого человека   | Any Human Heart                 | Уоллис Симпсон, герцогиня Виндзорская   |
| 2011      | мтф | Багровый лепесток и белый | The Crimson Petal and the White | Миссис Кастевей                         |
| 2011      | мтф | Моби Дик                  | Moby Dick                       | Элизабет                                |
| 2011      | мтф | Большие надежды           | Great Expectations              | Мисс Хевишем                            |
| 2013—2016 | с   | Крах                      | The Fall                        | Стелла Гибсон                           |
| 2013—2015 | с   | Ганнибал                  | Hannibal                        | Доктор Беделия Дю Морье                 |
| 2014      | с   | Кризис                    | Crisis                          | Мег Фитч                                |
| 2014      | мс  | Робоцып                   | Robot Chicken                   | Фея-крёстная / Фиона / Баронесса        |
| 2016      | с   | Война и мир               | War and Peace                   | Анна Павловна Шерер                     |
| 2017      | с   | Американские боги         | American Gods                   | Медиа                                   |
| 2019—2023 | с   | Половое воспитание        | Sex Education                   | Джин Милберн                            |
| 2020      | с   | Корона                    | The Crown                       | Маргарет Тэтчер                         |
| 2021      | с   | Великая                   | The Great                       | Иоганна Елизавета Гольштейн-Готторпская |
| 2022      | с   | Первая леди               | The First Lady                  | Элеонора Рузвельт                       |
|           | с   | Покинутые                 | The Abandons                    | Констанс                                |

### Режиссёр
- «Секретные материалы» (англ. The X-Files) (телесериал, 2000) — режиссёр[45]
- «Выезд» (англ. The Departure) — короткометражный фильм-приквел к театральной постановке «Трамвай «Желание»». Также является частью короткометражных фильмов из серии Young Vic, которая производится в сотрудничестве с The Guardian. Часть сценария была написана писателем Эндрю O’Хегеном[46].

### Сценарист
- «Секретные материалы» (англ. The X-Files) (телесериал, 2000) — сценарист[45].

### Продюсер
- Исполнительный продюсер второго сезона сериала «Крах» (англ. «The Fall»)[47].

### Другое
- Озвучила бортовой компьютер E.V.E. (Enhanched Virtual Entity) в игре 1996 года «Hellbender»[2].
- Появлялась в игре «The X-Files Game» и озвучила Дану Скалли в «The X-Files: Resist or Serve»[2].
- Озвучила аудиокниги «Врата в рай» и «Секретные материалы. Эпицентр» (англ. The X-Files: Ground Zero)[22].
- Рассказчик фильма о неконтактных индейцах, живущих на границе Бразилии и Перу. Лента является частью кампании Survival International, целью которого является защита последних неконтактных народов Земли[48].
- Ведущая передачи «История идей» (2015) на BBC Radio 4[49].
- Рассказчик документального фильма «The Widowmaker» (2015)[50].
- В соавторстве с писательницей Джефф Ровин написала дебютную книгу «A Vision of Fire», опубликованную в 2014 году. Жанр произведения — «научно-фантастический триллер эпических пропорций»[51].
- Озвучивает и играет (методом мокап/захвата движения) роль капитана Макларен в разрабатываемой компьютерной игре Squadron 42[52]

## Работа в театре
| Год       | Название                                    | Роль          | Подробности                                              |
| --------- | ------------------------------------------- | ------------- | -------------------------------------------------------- |
| 1983      | Мышьяк и старые кружева                     | Офицер Брофи  | Сити Хай Скул, Гранд-Рапидс, Мичиган                     |
| 1990      | Блоха в её ухе                              | Эжени         | Театральная школа, Университет Де Поля, Чикаго, Иллинойс |
| 1991      | Отсутствующие друзья                        | Эвелин        | Манхэттен Театр Клуб, Нью-Йорк                           |
| 1992      | Филантроп                                   | Селия         | Лонг Варф Театр, Нью-Хэйвен, Коннектикут                 |
| 1999—2000 | Монологи вагины                             |               | Лос-Анджелес и Лондон                                    |
| 2002—2003 | Что за ночь                                 | Мелинда Метц  | Камеди Театр, Лондон                                     |
| 2004      | Сладкий свинг в бейсболе                    | Дана          | Ройал-Курт, Лондон                                       |
| 2009      | Кукольный дом                               | Нора Хэлмер   | Donmar Warehouse, Лондон                                 |
| 2010      | We Are One: A celebration of tribal peoples |               | Аполло, Лондон                                           |
| 2014      | Трамвай «Желание»                           | Бланш Дюбуа   | Янг-Вик, Лондон                                          |
| 2019      | Всё о Еве                                   | Марго Ченнинг | Театр Ноэля Кауарда, Вест-Энд, Лондон                    |

## Награды и номинации

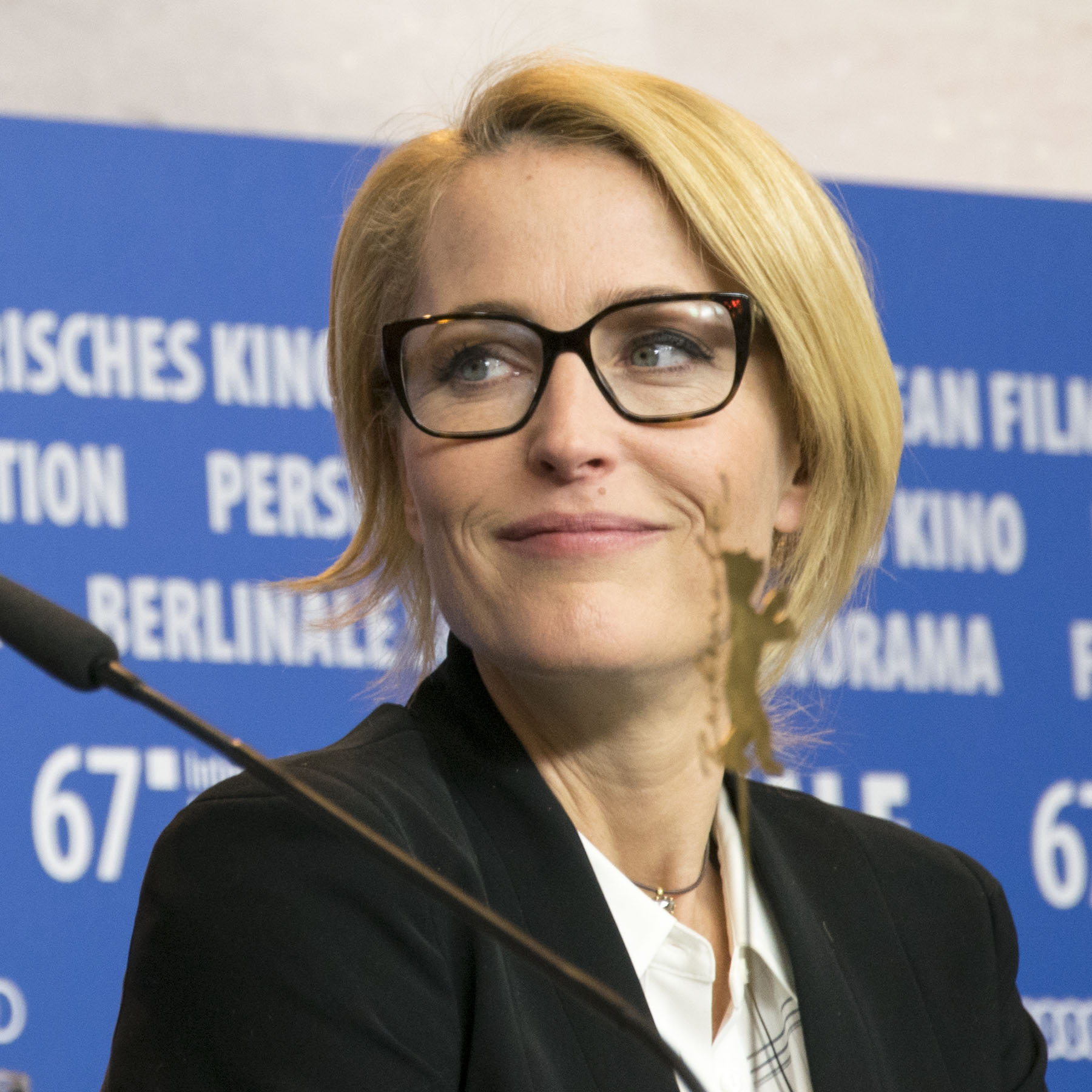
Андерсон на 67-м Берлинском международном кинофестивале

К настоящему времени имеет 27 наград в области кино и ещё 76 номинаций, оставшихся без победы.
Ниже перечислены основные награды и номинации. Полный список см. на IMDb.com

### Награды
- Премия Гильдии актёров
  - 1996 — Лучшая женская роль в драматическом сериале «Секретные материалы»
  - 1997 — Лучшая женская роль в драматическом сериале «Секретные материалы»
  - 2021 — Лучшая женская роль в драматическом сериале «Корона»[64]
  - 2021 — Лучший актёрский состав в драматическом сериале «Корона»
- Премия «Эмми»
  - 1997 — Лучшая женская роль в драматическом сериале «Секретные материалы»
  - 2021 — Лучшая женская роль второго плана в драматическом сериале «Корона»
- Премия «Сатурн»
  - 1997 — Лучшая жанровая телеактриса за сериал «Секретные материалы»
- Премия «Золотой глобус»
  - 1997 — Лучшая женская роль на ТВ (драма) за сериал «Секретные материалы»
  - 2021 — Лучшая женская роль второго плана — мини-сериал, телесериал или телефильм «Корона»
- Прочие награды
  - В 1996 году за Андерсон проголосовали как за «Самую сексуальную женщину мира» по версии журнала FHM[65].
  - В 1997 году попала в топ «50 красивейших людей Планеты» по версии журнала People[66].
  - В 2008 году она заняла 21 место в номинации «100 самых сексуальных знаменитостей всех времен» по версии FHM[67].

### Номинации
- Премия «Эмми»
  - 1996 — Лучшая женская роль в драматическом сериале «Секретные материалы»
  - 1998 — Лучшая женская роль в драматическом сериале «Секретные материалы»
  - 1999 — Лучшая женская роль в драматическом сериале «Секретные материалы»
  - 2006 — Лучшая женская роль в мини-сериале или телефильме за «Холодный дом»
- Премия «Золотой глобус»
  - 1996 — Лучшая женская роль на ТВ (драма) за сериал «Секретные материалы»
  - 1998 — Лучшая женская роль на ТВ (драма) за сериал «Секретные материалы»
  - 1999 — Лучшая женская роль на ТВ (драма) за сериал «Секретные материалы»
  - 2007 — Лучшая актриса мини-сериала или фильма на ТВ за «Холодный дом»
- Премия Гильдии актёров
  - 1997 — Лучший актёрский состав драматического сериала за «Секретные материалы»
  - 1998 — Лучший актёрский состав драматического сериала за «Секретные материалы»
  - 1998 — Лучшая актриса драматического сериала за «Секретные материалы»
  - 1999 — Лучший актёрский состав драматического сериала за «Секретные материалы»
  - 1999 — Лучшая актриса драматического сериала за «Секретные материалы»
  - 2000 — Лучшая актриса драматического сериала за «Секретные материалы»
  - 2001 — Лучшая актриса драматического сериала за «Секретные материалы»
- Премия «Сатурн»
  - 1998 — Лучшая жанровая телеактриса за сериал «Секретные материалы»
  - 1999 — Лучшая жанровая телеактриса за сериал «Секретные материалы»
  - 1999 — Лучшая актриса за фильм «Секретные материалы: Борьба за будущее»
  - 2000 — Лучшая жанровая телеактриса за сериал «Секретные материалы»
  - 2001 — Лучшая телеактриса за сериал «Секретные материалы»
  - 2001 — Лучшая телеактриса за сериал «Секретные материалы»

## Дискография
- Hal Featuring Gillian Anderson — Extremis (Virgin Records America — 1997)[68].
- PJ Harvey — All About Eve (2019) — вокал в песне «The Sandman»